# Quintetto con clarinetto
Il quintetto con clarinetto è  un gruppo strumentale da camera formato da un clarinetto e da un quartetto d'archi (due violini, viola e violoncello). Con il medesimo termine sono spesso indicate le composizioni scritte per questo gruppo strumentale.

## Repertorio
Tra i brani di repertorio per questa formazione vi sono:
- Wolfgang Amadeus Mozart (1756-1791) - Quintetto per Clarinetto e archi in la maggiore KV 581 (1789)
- Andreas Jakob Romberg (1767 – 1821) - Quintetto per Clarinetto, violino, due viole e violoncello in Mi♭ maggiore op. 57
- Anton Reicha (1770 – 1836) –  Quintetto per Clarinetto e archi Si♭ maggiore, Op. 89 (1820)
- Sigismund Ritter von Neukomm (Salzburg, 10 July 1778 -- Paris, 3 April 1858) - Clarinet Quintet in B-flat major, Op.8 (c.1806)
- Heinrich Joseph Baermann (1784-1847) - Quintetto per clarinetto in Mi♭ maggiore op.  Op. 23  No. 3
- Louis Spohr (1784-1859)

1. Andante con variazioni Op. 34 per clarinetto, quartetto d'archi e contrabbasso
2. Fantasia e variazioni Op. 81 per clarinetto, quartetto d'archi e contrabbasso (1811?)

- Carl Maria von Weber (1786–1826) - Quintetto per Clarinetto e archi in si bemolle maggiore Op. 34 (J. 182) (1811-1815)
- Giacomo Meyerbeer (1791-1864) - Quintetto per Clarinetto e archi in mi bemolle maggiore (1811)
- Johannes Brahms (1833-1897) - Quintetto per Clarinetto e archi in si minore op. 115 (1891)
- Robert Fuchs (1847–1927) - Quintetto per Clarinetto e archi in Mi♭ maggiore op. 102 (1917)
- Sir Charles Villiers Stanford (1852 – 1924)  
  - Fantasia No. 1 in sol minore minor per clarinetto e quartetto d'archi, WoO (1921)
  - Fantasia No. 2 in fa maggiore per clarinetto e quartetto d'archi, WoO (1922)
- Ferruccio Busoni (1866-1924) - Suite in sol minore (1880)
- Max Reger (1873-1916) - Quintetto per Clarinetto e archi Op. 149 (1915–1916)
- Samuel Coleridge-Taylor (1875 – 1912) - Quintetto per Clarinetto e archi in Fa diesis minore Op. 10  (1895)
- Paul Hindemith (1895-1963) - Quintetto per Clarinetto e archi Op. 30 (1923, revisione 1954)
- Arthur Bliss (1891–1975) - Clarinet quintett (1932)
- Günter Raphael (1903 - 1960) - Klarinettenquintett in Fa maggiore op. 4 (1924)
- Magnus Lindberg (1958) - Clarinet and string quartet (1992)
- Jean Françaix (1912-1997) - Quintette (1997)
- Milton Babbitt (1916-2011) - Clarinet quintet (1996)
- Morton Feldman (1926-1987) - Clarinet and string quartet (1983)
- Edison Denisov (1929-1996) - Klarinettenquintett (1987)
- Wolfgang Rihm (*1952) - Vier Studien zu einem Klarinettenquintett (2002)
- Ned Rothenberg (1956) - Quintet for clarinet and strings (2007)
- Christopher Cerrone (1984) - Nervous Systems (2022) per clarinetto e quartetto d'archi